# Buena Vista Social Club
|  | Per a altres significats, vegeu «Buena Vista Social Club (pel·lícula)». |

Buena Vista Social Club és un club en L'Havana. També és el títol d'un àlbum de música bótana produïda per Ry Cooder i un documental de Wim Wenders.

## Llista de cançons en el disc
1. "Chan Chan" (Elíades Ochoa) - 4:16
2. "De camino a la vereda" (Ibrahim Ferrer) - 5:03
3. "El Cuarto de Tula" (Ry Cooder) - 7:27
4. "Pueblo Nuevo" (Rubén González) - 6:05
5. "Dos Gardenias" (Ibrahim Ferrer) - 3:02
6. "Y Tú Qué Has Hecho?" (Compay Segundo) - 3:13
7. "Veinte Años" (Omara Portuondo) - 3:29
8. "El Carretero" (Elíades Ochoa) - 3:28
9. "Candela" (Ibrahim Ferrer) - 5:27
10. "Amor de Loca Juventud" (Compay Segundo) - 3:21
11. "Orgullecida" (Compay Segundo) - 3:18
12. "Murmullo" (Ibrahim Ferrer) - 3:50
13. "Buenavista Social Club" (Ry Cooder) - 4:50
14. "La Bayamesa" (Manuel Licea) - 2:54